# Michael Madhusudan Dutt

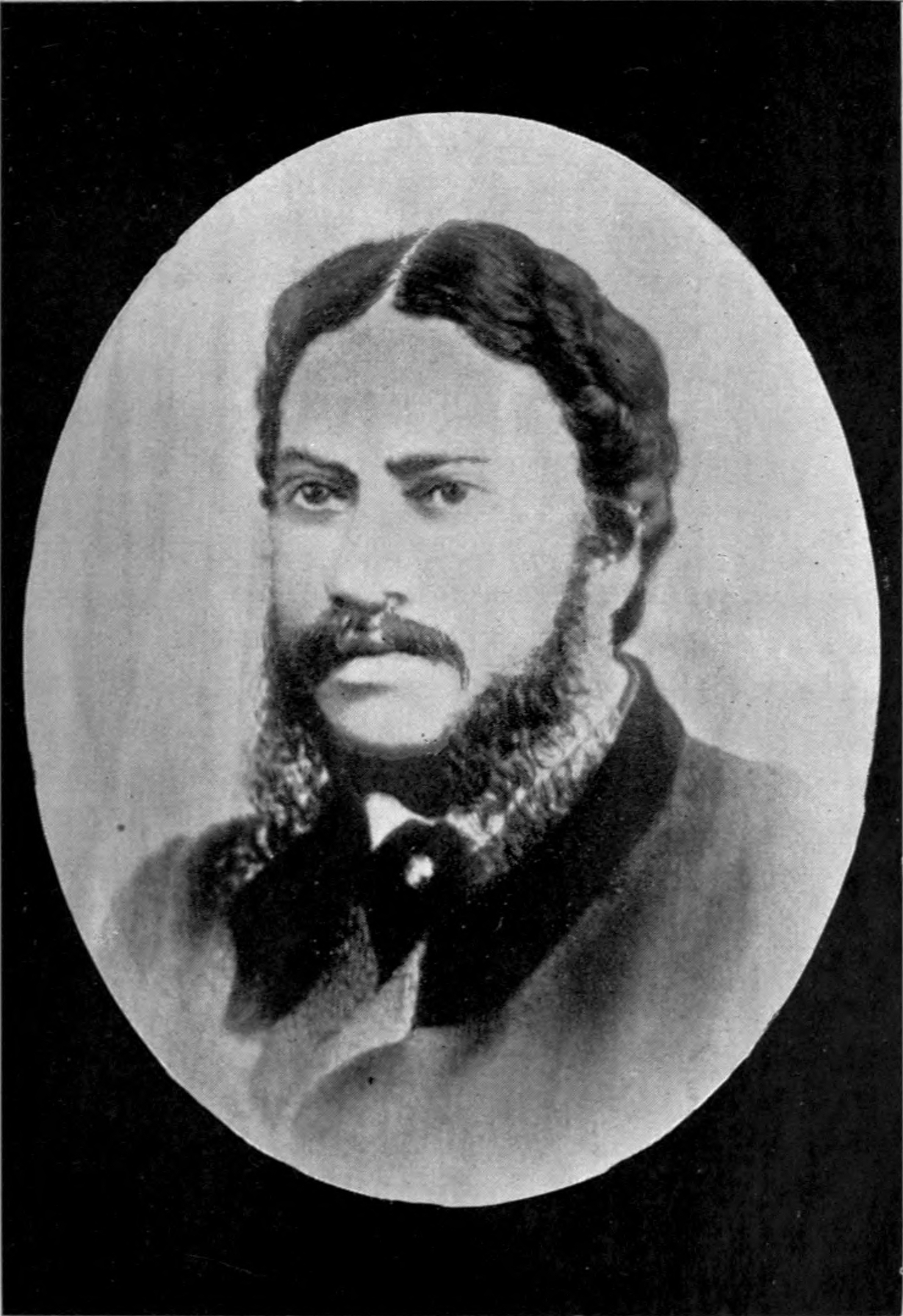
Michael Madhusudan Dutt

Michael Madhusudan Dutt (bengalisch মাইকেল মধুসূদন দত্ত, Māikel Madhusūdan Datta; * 25. Januar 1824 in Sagardari, Distrikt Jessore, Präsidentschaft Bengalen, Britisch-Indien; † 29. Juni 1873 in Kalkutta) war ein bengalischer Schriftsteller, Dichter und Dramatiker, der als Begründer der „Bengalischen Renaissance“ sowie neben Rabindranath Tagore als einer der größten Poeten der Bengali-Literatur gilt.

## Leben

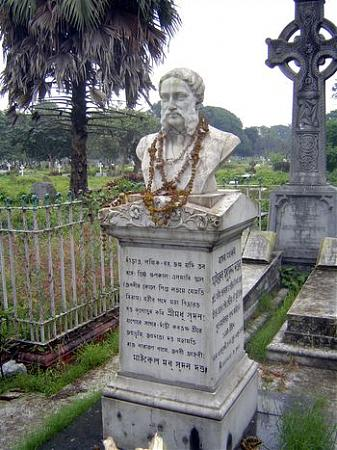
Grabstätte von Michael Madhusudan Dutt in Kalkutta.

Maikal Madhusūdan Datta, Sohn eines Rechtsanwalts, besuchte von 1837 bis 1843 das Presidency College in Kalkutta. 1843 konvertierte er zum Christentum und nahm die anglizierte Schreibweise Michael Madhusudan Dutt seines Namens an. Im Anschluss begann er 1843 ein Studium der Rechtswissenschaften am Bishop’s College in Kalkutta und ließ sich nach dessen Abschluss 1848 zunächst als Rechtsanwalt in Madras nieder, ehe er zwischen 1856 und 1862 eine Anwaltskanzlei in Kalkutta betrieb.
Zu Beginn seiner schriftstellerischen Laufbahn schrieb Dutt, der mehrere indische und europäische Sprachen beherrschte, zunächst Gedichte in englischer Sprache wie The Captive Lady (1849) über die Geschichte des Königs Pṛthvīrāj von Kannauj und seiner Geliebten Samyuktā sowie das dramatische Gedicht Rizia, Empress of Ind. 1856 begann er nach westlichem Vorbild bengalische Dramen wie Śarmiṣṭhā (1858), Padmāvatī (1859) und Kr̥shṇakumārī (1860) zu schreiben. Danach wandte er sich jedoch schließlich dem bengalischen Epos zu und wurde nach Dwarkanath Tagore damit Begründer der „Bengalischen Renaissance“. Sein erstes Werk dieser Gattung, der Tilōttamāsambhaba (1860), stieß wegen des darin verwendeten, von Dutt selbst geschaffenen „amitrākṣar chanda“, ein reimloses Metrum, auf heftige Ablehnung.
Seine späteren Epen Mēghanādabadh (1861) und Bīrāṅganā (1862) fanden jedoch, obwohl im gleichen Metrum verfasst, großen Beifall. Er gilt als Erneuerer der bengalischen Epik, dessen Werke traditionelle indische und westliche literarischen Einflüsse oft glücklich vereinen. Neben Rabindranath Tagore gilt er als einer der größten Poeten der Bengali-Literatur, zu denen unter anderem auch Zeitgenossen wie Bankim Chandra Chattopadhyay gehörten. Im Anschluss praktizierte er nach seiner Zulassung durch die Anwaltskammer (Inns of Court) von Gray’s Inn von 1862 bis 1867 als Barrister in London. Nach seiner Rückkehr nach Indien durchlebte Dutt jedoch mehrere psychische Krisen und verstarb schließlich völlig verarmt.
Ihm zu Ehren wurde das Michael Madhusudan College in Jessore benannt.

## Veröffentlichungen
- The Captive Lady. Gedicht. 1849.
- Śarmiṣṭhā. Drama. 1858.
- Padmāvatī. 1859.
- Tilōttamāsambhaba. 1860.
- Mēghanādabadh. 1861.
- Bīrāṅganā. 1862.

## Hintergrundliteratur
- The Golden Treasury of Indo-Anglian Poetry, 1828–1965. 2011, ISBN 978-81-260-1196-4, S. 61 ff. u. a. (google.de, Onlineversion)
- Brockhaus Enzyklopädie. 19. Auflage. Band 5, 1988, ISBN 3-7653-1105-7, S. 160 f.
- S. K. Singh (Hrsg.): Anthology Of Indian English Poetry. 70 u. a., 1989, ISBN 81-250-0769-5, S. 5 (google.de, Onlineversion)
- Modern Indian Literature, an Anthology. Surveys and poems. 1992, S. 11 ff., 466 u. a. (google.de, Onlineversion)
- Krishna Dutta: Calcutta. A Cultural and Literary History. 2003, ISBN 1-902669-59-2, S. 94 ff. (google.de, Onlineversion)
- Golāma Muraśida: Lured by Hope. A Biography of Michael Madhusudan Dutt. 2003, ISBN 0-19-565362-9.
- Golāma Muraśida: The Heart of a Rebel Poet. 2004, ISBN 0-19-566669-0.
- Gero von Wilpert: Lexikon der Weltliteratur. Fremdsprachige Autoren. Band I: A–K. Stuttgart 2004, 2008, ISBN 978-3-520-84301-2, S. 440.
- Namita Gokhale, Malashri Lal: Betrayed By Hope: A Play On The Life Of Michael Madhusudan Dutt. 2020, ISBN 978-93-5357-911-1.
- Arvind Krishna Mehrotra: A History of Indian Literature in English. 2003, ISBN 1-85065-681-9, S. 43 ff. (google.de, Onlineversion)